# Hockey Club Bern
L'Hockey Club Bern (abbreviato HC Bern) è stata una squadra di hockey su ghiaccio svizzera con sede a Berna.

## Cronologia
- 191?-191?: ?
- 1915-1920: 1º livello

## Palmarès

### Competizioni nazionali
Campionato Nazionale: 3
1915-16, 1916-17, 1917-18
 Campionato Nazionale: 1 secondo posto
1918-19